# Tonino Picula
Tonino Picula, né le 31 août 1961 à Mali Lošinj, est un homme politique croate du Parti social-démocrate de Croatie. Il est ministre des Affaires étrangères de 2000 à 2003, élu député européen en 2013 et réélu en mai 2014 et en 2019. 